# Shen Fu (réalisateur)
Pour les articles homonymes, voir Shen Fu et Shen.
Shen Fu (chinois simplifié : 沈浮), né à Tianjin le 23 mars 1905 et mort le 27 avril 1994), anciennement connu sous le nom de Shen Enji ou Shen Aijuan, est un réalisateur, scénariste et acteur chinois ainsi qu'un membre des deuxième, troisième, quatrième et cinquième comités nationaux de la Conférence consultative politique du peuple chinois. Parmi ses œuvres représentatives figurent les films Dix Mille Foyers de lumière et Corbeaux et Moineaux,,.